# Futur d'Åland
Futur d'Åland (Ålands Framtid en suec) és un partit polític separatista de les Illes Åland. El seu objectiu és assolir per a les Åland un estat independent. A les eleccions del 2003, el partit va obtenir el 6,5% dels vots populars i 2 dels 30 escons al Parlament d'Åland. Més recentment, al 2023 va perdre per primera vegada representació al parlament.

## Resultats electorals

### Parlament d'Åland
| Any  | Vots  | %    | Escons | +/- | Govern            |
| ---- | ----- | ---- | ------ | --- | ----------------- |
| 2003 | 800   | 6.48 | 2 / 30 | Nou | Oposició          |
| 2007 | 1,070 | 8.34 | 2 / 30 | =   | Oposició          |
| 2011 | 1,286 | 9.91 | 3 / 30 | 1   | Oposició          |
| 2015 | 1,016 | 7.35 | 2 / 30 | 1   | Oposició          |
| 2019 | 666   | 4.67 | 1 / 30 | 1   | Oposició          |
| 2023 | 403   | 2.9  | 0 / 30 | 1   | Extraparlamentari |